# UFC on Fox: Johnson vs. Dodson
UFC on Fox: Johnson vs. Dodson è stato un evento di arti marziali miste organizzato dalla Ultimate Fighting Championship che si è tenuto il 26 gennaio 2013 allo United Center di Chicago, Stati Uniti.

## Retroscena
L'evento doveva ospitare una sfida tra Michael Kuiper e Buddy Roberts, ma quest'ultimo s'infortunò e venne sostituito con Josh Janousek; lo stesso Janousek diede forfait a pochi giorni dal match e questo venne cancellato.
Rafael Natal avrebbe dovuto affrontare Magnus Cedenblad, ma quest'ultimo subì un infortunio e venne sostituito con l'esordiente Sean Spencer.

## Risultati

### Card preliminare
- Incontro categoria Pesi Welter:  Simeon Thoresen contro  David Mitchell

Mitchell sconfisse Thoresen per decisione unanime (30-27, 30-27, 30-27).
- Incontro categoria Pesi Medi:  Rafael Natal contro  Sean Spencer

Natal sconfisse Spencer per sottomissione (strangolamento triangolare di braccio) a 2:13 del terzo round.
- Incontro categoria Pesi Massimi:  Mike Russow contro  Shawn Jordan

Jordan sconfisse Russow per KO Tecnico (pugni) a 3:48 del secondo round.
- Incontro categoria Pesi Mediomassimi:  Ryan Bader contro  Vladimir Matyushenko

Bader sconfisse Matyushenko per sottomissione (strangolamento a ghigliottina) a 0:50 del primo round.
- Incontro categoria Pesi Welter:  Pascal Krauss contro  Mike Stumpf

Krauss sconfisse Stumpf per decisione unanime (30-27, 30-27, 30-27).
- Incontro categoria Pesi Piuma:  Hatsu Hioki contro  Clay Guida

Guida sconfisse Hioki per decisione divisa (28-29, 30-27, 29-28).
- Incontro categoria Pesi Leggeri:  TJ Grant contro  Matt Wiman

Grant sconfisse Wiman per KO (gomitate e pugni) a 4:51 del primo round.

### Card principale
- Incontro categoria Pesi Piuma:  Erik Koch contro  Ricardo Lamas

Lamas sconfisse Koch per KO Tecnico (gomitate e pugni) a 2:32 del secondo round.
- Incontro categoria Pesi Leggeri:  Anthony Pettis contro  Donald Cerrone

Pettis sconfisse Cerrone per KO Tecnico (calcio al corpo e pugni) a 2:35 del primo round.
- Incontro categoria Pesi Mediomassimi:  Glover Teixeira contro  Quinton Jackson

Teixeira sconfisse Jackson per decisione unanime (30-27, 30-27, 29-28).
- Incontro per il titolo dei Pesi Mosca:  Demetrious Johnson (c) contro  John Dodson

Johnson sconfisse Dodson per decisione unanime (49-46, 48-47, 48-47) e mantenne il titolo dei pesi mosca.

## Premi
I seguenti lottatori sono stati premiati con un bonus di 50.000 dollari:
- Fight of the Night:  Demetrious Johnson contro  John Dodson
- Knockout of the Night:  Anthony Pettis
- Submission of the Night:  Ryan Bader